# SAME Deutz-Fahr

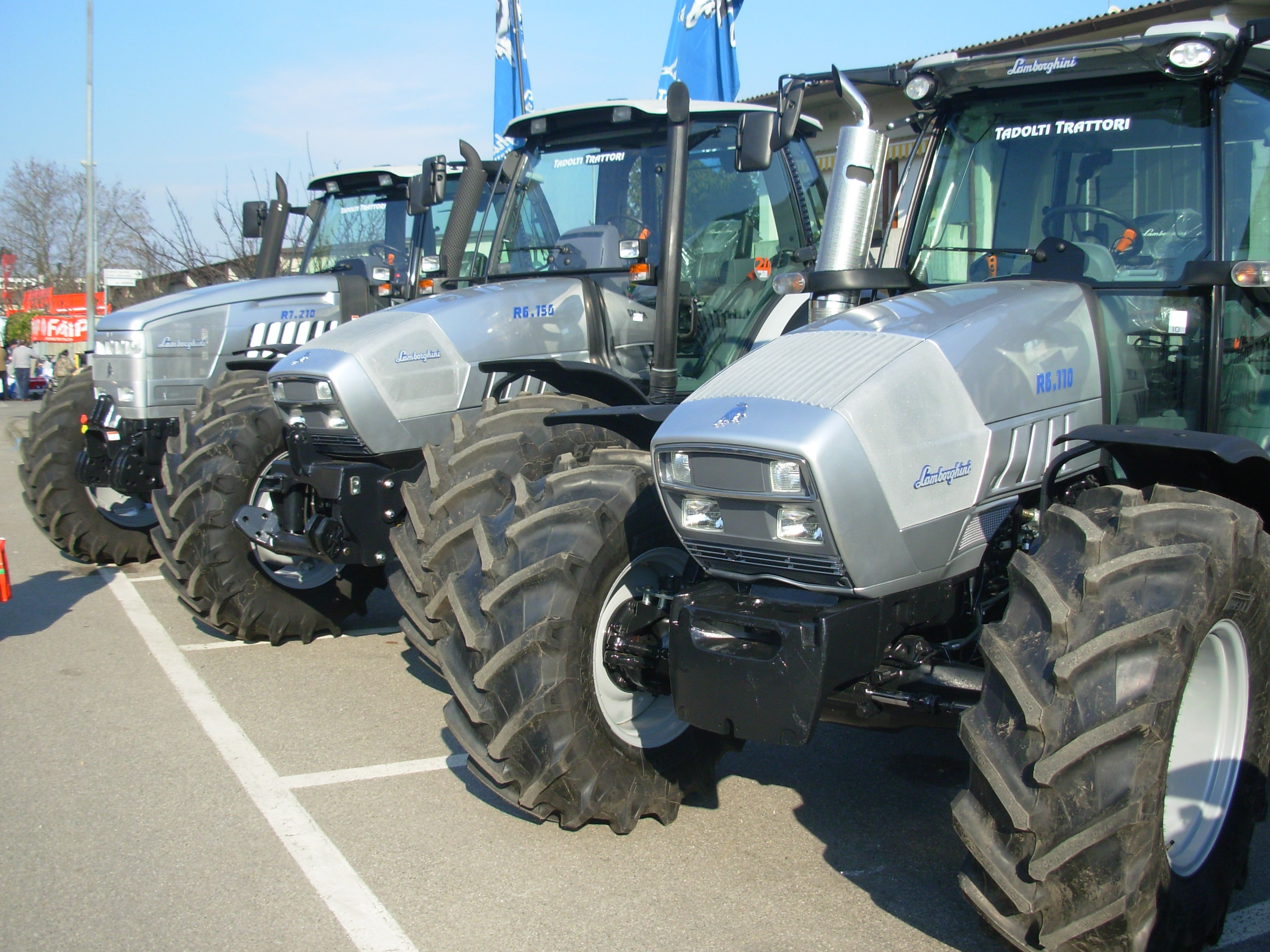
Tractoren van het merk Lamborghini

De SAME Deutz-Fahr (SDF) is een Italiaans tractor- en landbouwmachinemerkenconcern. 
Het bedrijf omvat de tractormerken SAME (Italië), Deutz-Fahr (Duitsland), Lamborghini (Italië) en Hürlimann (Zwitserland) en de oogstmachinemerken Deutz-Fahr en Ðuro Ðakovic (Kroatië). Het heeft 2 509 werknemers in totaal, en produceerde in het jaar 2003 20 379 transmissies, 20 157 motors en 29 290 tractors.
De SDF Group heeft fabrieken in Lublin (Polen), Treviglio (Italië), Lauingen (Duitsland), Županja (Kroatië) en Ranipet (India).
Naast de vier bovengenoemde plaatsen heeft het bedrijf kantoren in de Verenigde Staten, Frankrijk, het Verenigd Koninkrijk, Portugal en Spanje.

## Geschiedenis
Het bedrijf SAME (Società Accomandita Motori Endotermici) is gesticht in 1942 door ingenieur Francesco Cassani in het Lombardische Treviglio. In 2003 is het bedrijf in samenwerking met Deutsche Bank en Volvo hoofdaandeelhouder geworden van Deutz AG, één der 's werelds grootste en oudste diesel- en gasmotorproducenten.